# James Hunt
James Simon Wallis Hunt (29. srpna 1947 Belmont, Londýn – 15. června 1993 Wimbledon, Londýn) byl britský pilot Formule 1, mistr světa z roku 1976.

## Kariéra
V mnohém se podobal Mikeu Hawthornovi, bývalému britskému závodníkovi. V počátku závodil v Mini racing, Formuli Ford a Formuli 3, kde často závod končil havárií, čímž si získal přezdívku Hunt the Shunt (Hunt Šrotař). V roce 1972 si ho všiml bohatý lord Alexander Fermor-Hesketh a Huntovi poskytl potřebné finanční prostředky, které umožnily Huntovi vstup do Formule 2.
V roce 1973 při Velké ceně Monaka debutoval ve Formuli 1. V závodě šampionů v Brands Hatch, nezapočítávaném do mistrovství světa, dojel ve vypůjčeném Surteesu třetí. Výborné výkony pak podával v zakázkovém Marchu, hlavně v Grand Prix USA, kde dojel druhý za Ronniem Petersonem. S vlastním šasi Hesketh obsadil třikrát třetí místo. V roce 1975 vyhrál Mezinárodní trofej v Silverstone. V Grand Prix Nizozemska v roce 1975 v boji s Nikim Laudou získal první vítězství v Grand Prix. Když Emerson Fittipaldi odešel z McLarenu do rodinné stáje, nahradil ho u McLarenu James Hunt. U této stáje získal šest vítězství a v závěrečném závodě v Grand Prix Japonska, který probíhal v prudkém dešti, získal titul. Jeho soupeř Niki Lauda, během sezóny havaroval na Nürburgringu v Grand Prix Německa a část sezóny vynechal. I v posledním závodě v Japonsku závod pro déšť přerušil. James Hunt obsadil třetí místo, tím získal o bod více než Niki Lauda a stal se mistrem světa. Po této sezóně se britské televizní stanice rozhodly vysílat závody na televizních stanicích ve Spojeném království. U McLarenu vyhrál ještě třikrát. Po neplodné sezoně 1978, kdy McLaren zůstal pozadu, neboť jízdní vlastnosti vozů Formule 1 změnil přítlačný aerodynamický účinek, svou kariéru zakončil v roce 1979 ve stáji Walter Wolf Racing.
Po skončení ve Formuli 1 byl komentátorem televizních přenosů závodů Formule 1. Jeho lakonické vyjadřování kontrastovalo s výřečností Murraye Walkera. Tisk se během jeho kariéry často zaměřil na jeho sukničkářství a výstřelky, tyto skandály zvyšovaly sledovanost Formule 1 ve Spojeném království. 
Zemřel v roce 1993 na infarkt myokardu.

## Film
- Americko-německo-britský film Rivalové (2013, v originále Rush) pojednává o rivalitě mezi Jamesem Huntem (Chris Hemsworth) a Niki Laudou v 70. letech. Režie: Ron Howard, hudba: Hans Zimmer, dále hrají: Daniel Brühl, Alexandra Maria Lara, Olivia Wildeová, Natalie Dormerová.

## Umístění v jednotlivých letech
- 1973 March – 8. místo, 14 bodů
- 1974 March a Hesketh – 8. místo, 15 bodů
- 1975 Hesketh – 4. místo, 37 bodů
- 1976 McLaren – Mistr světa, 69 bodů
- 1977 McLaren – 4. místo, 44 bodů
- 1978 McLaren – 13. místo, 8 bodů
- 1979 Wolf – 22. místo, 0 bodů